# Artvin z Brionne
Arduino z Brionne řečený Holý (italsky Arduino Glabrione či Arduino il Glabro) byl první panovník Turínského markrabství.

## Život
Artvin byl syn Ruggera, franského šlechtice, který panoval v Auriatském hrabství a od italského krále Huga I. získal titul turínského hraběte.
Později vstoupil do služeb krále Berengara II., který jej jmenoval pánem nově vytvořeného Turínského markrabství.
Artvinova pravnučka Adléta ze Susy, jež se vdala za Otu, prvorozeného syna savojského hraběte Huberta, měla podíl na vytvoření pozdějšího vlivu Savojských v Piemontsku.
| Předchůdce: — | Znak z doby nástupu | Turínský markrabě Artvin z Brionne asi 962 – asi 976 | Znak z doby konce vlády | Nástupce: Oldřich Manfred I. |